# Søren Hjorth Nielsen
Søren Hjorth Nielsen (2. august 1901 – 7. juli 1983) var dansk maler og grafiker. Han blev født i Svostrup. Uddannet på teknisk skole 1920-21 og på Kunstakademiet 1921-26 under Ejnar Nielsen og Aksel Jørgensen.
I 1940 modtog han Eckersberg Medaillen, Thorvaldsen Medaillen blev han tildelt i 1972. Han var professor ved Det Kongelige Danske Kunstakademi 1957-71